# Liste deutscher Adelsgeschlechter/I
| Name                           | Zeitraum                                 | Anmerkungen | Wappen |
| ------------------------------ | ---------------------------------------- | --- | ------ |
| Idunspeugen                    | seit 1113                                | niederösterreichischer, landständisches Adelsgeschlecht |        |
| Ifflinger von Granegg          | seit ca. 1290                            | schwäbisches Uradelsgeschlecht |        |
| Igelström                      | seit 17. Jh.                             | schwedisch-baltisches Adelsgeschlecht |        |
| Ihlenfeld                      | ab 1304                                  | erloschenes mecklenburgisches Uradelsgeschlecht |        |
| Ilgen                          | 1701–1750                                | erloschenes westfälisch-preußisches Briefadelsgeschlecht; 1701 preußischer Adelsstand |        |
| Ilsung                         | ?                                        | altes Augsburger Patrizier-Geschlecht, von dem ein Zweig in den Freiherrenstand aufstieg |        |
| Ilten                          | seit 1227                                | uradliges, niedersächsisches Geschlecht |        |
| Im Thurn                       | seit 1106                                | schweizerisches Adels- und Patriziergeschlecht der Stadt Schaffhausen im gleichnamigen Kanton |        |
| Imbsen                         | bis 1833/1891                            | westfälisches Adelsgeschlecht; 1715 ungarischer Freiherrenstand, 1721 Reichsfreiherrenstand |        |
| Imhoff                         | seit 13. Jahrhundert                     | eine der ältesten Patrizierfamilien der Freien Reichsstadt Nürnberg |        |
| Immedinger                     | frühes Mittelalter                       | Familie des sächsischen Adels zur Zeit der Ludolfinger | –      |
| In der Maur (Indermaur)        | ab 1601                                  | Tiroler Adelsgeschlecht |        |
| Inama-Sternegg                 | seit 14. Jahrhundert                     | Tiroler und bayerisches Adelsgeschlecht aus dem Nonstal im Trentino; Reichsadelsstand 1704 |        |
| Ingelheim                      | seit 1140                                | Rheinischer Uradel; Reichsfreiherrenstand 1680; seit 1698 (Heirat einer Erbtochter der im Mannesstamm erloschenen Echter von Mespelbrunn) wird der Name Grafen von Ingelheim genannt Echter von und zu Mespelbrunn geführt; 1737 Reichsgrafenstand mit Wappenmehrung |        |
| Ingenhaeff                     | seit 1383                                | klevisches Adelsgeschlecht |        |
| Ingenheim                      | 1377 bis 1807                            | altes, edelfreies, elsässisch-lothringisches Adelsgeschlecht |        |
| Ingersleben                    | seit 1209                                | Uradelsgeschlecht aus dem Erzbistum Magdeburg |        |
| Ingram von Liebenrain          | ab 1598                                  | österreichisches Adelsgeschlecht; 1598 Adelsdiplom, 1619 Reichsritterstand, 1672 erbländischer Freiherrenstand, 1777 Reichsfreiherrenstand |        |
| Innhausen und Knyphausen       | seit 1350                                | altes, friesisches Häuptlingsgeschlecht; Reichsfreiherrenstand 1588 und 1635, 1671 Bestätigung des Reichsfreiherrenstandes, 1694 Reichsgrafenstand mit Wappenmehrung, 1816 hannoverischer Grafenstand, 1900 preußischer Fürstenstand (primogenitur) die Nachgeborenen nannten sich Graf bzw. Gräfin, 1909 preußischer Grafenstand als Freiherr zu Innhausen und Knyphausen, Graf von Bodelschwingh-Plettenberg |        |
| Iphofer von Iphofersthal       | ab 1518                                  | Tiroler Briefadelsgeschlecht; 1518 Adelsstand |        |
| Iringer                        | 800 bis 14. Jh.                          | fränkisches Adelsgeschlecht | –      |
| Irmelshausen                   | seit 12. Jh.                             | fränkisches Adelsgeschlecht; verwandt mit den Grafen von Henneberg | –      |
| Isenberg                       | seit ca. 1200                            | altes, westfälisches Grafengeschlecht; Nebenlinie der Grafen von Berg-Altena; benannt nach der Isenburg in Hattingen |        |
| Isenburg/Ysenburg und Büdingen | seit 963                                 | rheinisches, edelfreies Grafengeschlecht; 1442 Reichsgrafenstand; 1803 Reichsfürstenstand |        |
| Ising                          | ?                                        | aus Ostfriesland stammendes niedersächsisch-westfälisches Adelsgeschlecht; 1834 preußisches Adelsanerkennung |        |
| Ising                          | ab 1896                                  | aus dem Unterelsass stammendes preußisches Briefadelsgeschlecht; 1896 preußischer Adelsstand |        |
| Isselstein                     | ab 15. Jh.                               | niederländisch-preußisches Adelsgeschlecht; Bastardlinie derer von Egmond |        |
| Issendorff                     | seit 1233                                | altes, erzstiftisch-bremisches Adelsgeschlecht |        |
| Itschner                       | seit 1326                                | altes, schweizerisches Adelsgeschlecht aus dem Ortsteil Itschnach in der Gemeinde Küsnacht |        |
| Itter                          | 9. Jahrhundert (1. Haus); 1167 (2. Haus) | edelfreies Adelsgeschlecht mit Besitz im Itter- und Hessengau |        |
| Ittersum                       | ab 1364                                  | niederländisches Uradelsgeschlecht, das auch in Westfalen ansässig war |        |
| Itzenplitz                     | seit 1365                                | märkisches Uradelsgeschlecht; 1798 preußischer Grafenstand (Stamm Grieben) und 1815 (Stamm Jerchel) |        |